# Chamois (Italië)
Chamois is een gemeente in de Italiaanse regio Aostadal en telt 99 inwoners (31-12-2004). De oppervlakte bedraagt 14,5 km², de bevolkingsdichtheid is 7 inwoners per km².
De volgende frazioni maken deel uit van de gemeente: Caillà, Corgnolaz, Crépin, Lac de Lod, Lieussel, Suisse, La Ville.

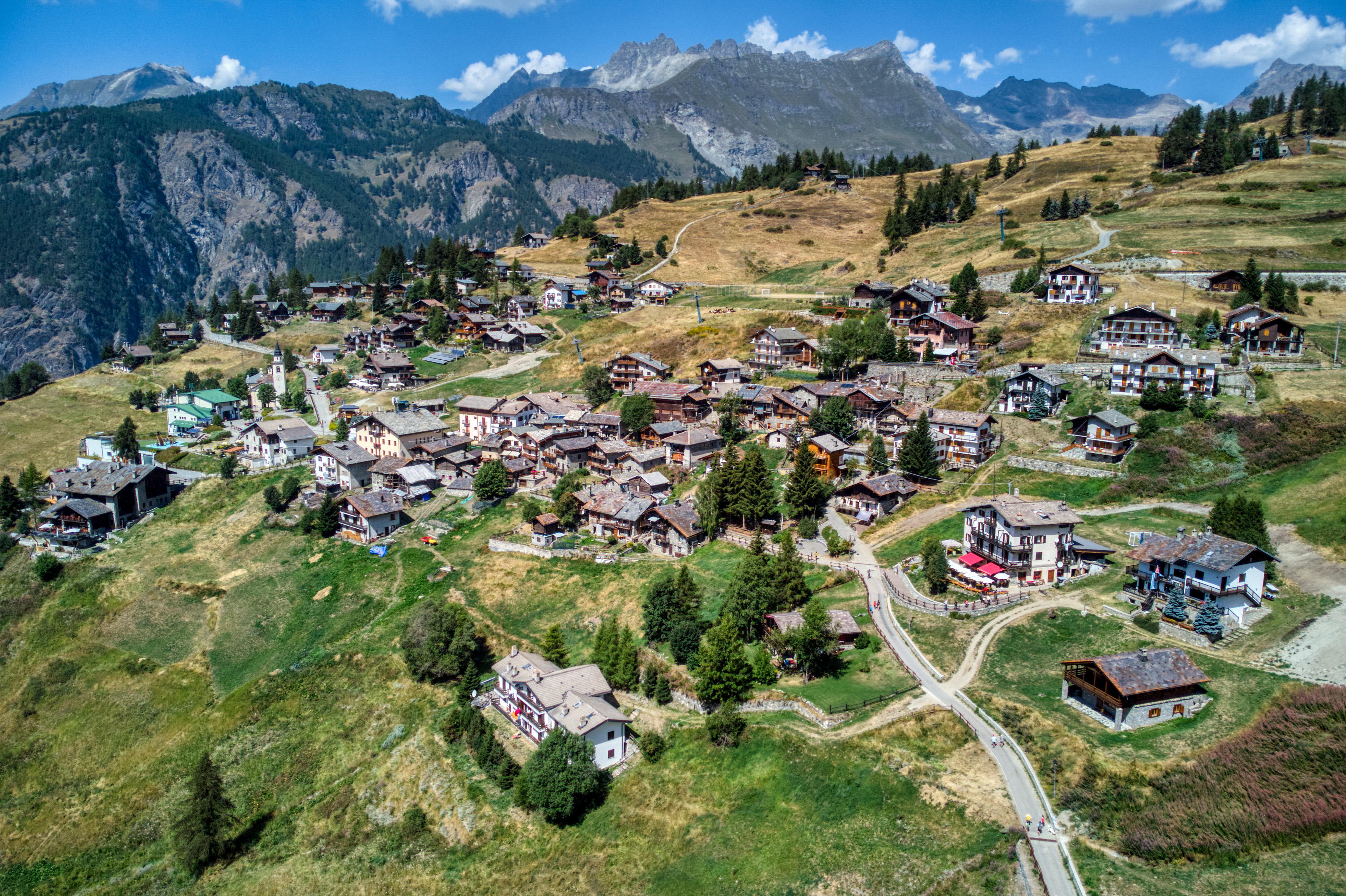
Corgnolaz
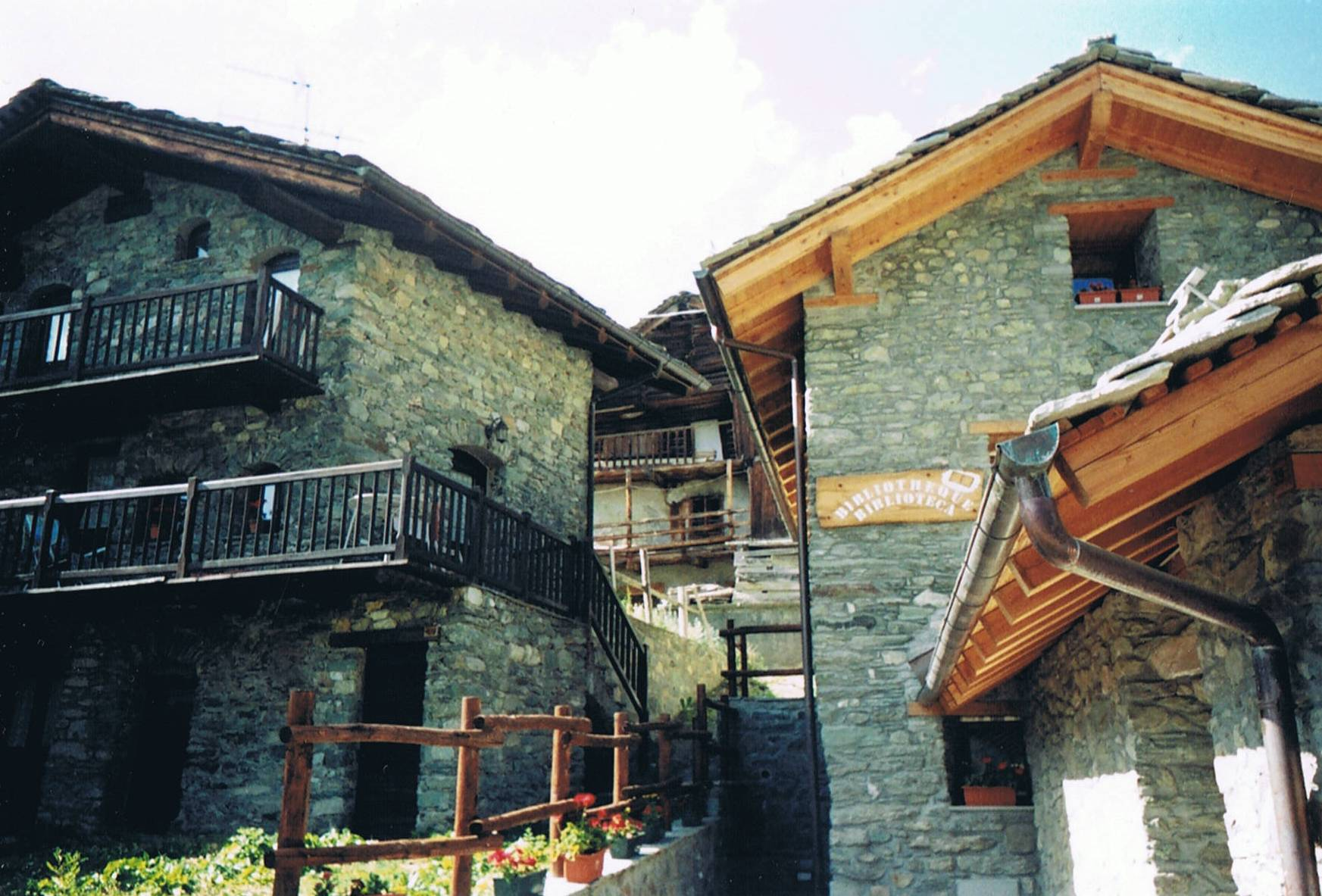
Bibliotheek
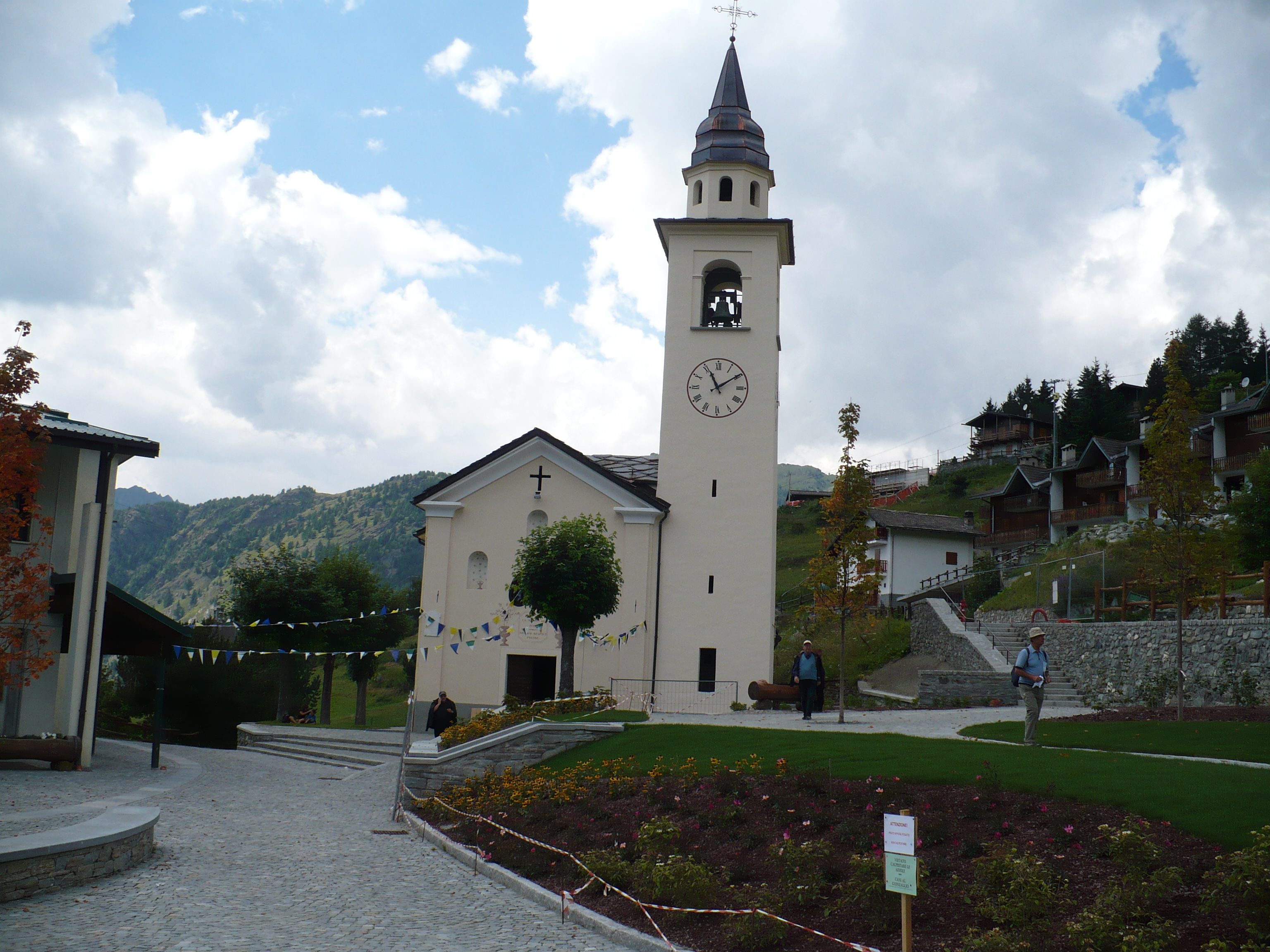
Parochiekerk van Chamois

## Demografie
Chamois telt ongeveer 57 huishoudens. Het aantal inwoners daalde in de periode 1991-2001 met 23,8% volgens cijfers uit de tienjaarlijkse volkstellingen van ISTAT.
| Jaar | Inwoneraantal |
| ---- | ------------- |
| 1991 | 122           |
| 2001 | 93            |

## Geografie
De gemeente ligt op ongeveer 1800 m boven zeeniveau.
Chamois grenst aan de volgende gemeenten: Antey-Saint-André, Ayas, La Magdeleine, Valtournenche.
Allein · Antey-Saint-André · Aosta / Aoste · Arnad · Arvier · Avise · Ayas · Aymavilles · Bard · Bionaz · Brissogne · Brusson · Challand-Saint-Anselme · Challand-Saint-Victor · Chambave · Chamois · Champdepraz · Champorcher · Charvensod · Châtillon · Cogne · Courmayeur · Donnas · Doues · Émarèse · Étroubles · Fontainemore · Fénis · Gaby · Gignod · Gressan · Gressoney-La-Trinité · Gressoney-Saint-Jean · Hône · Introd · Issime · Issogne · Jovençan · La Magdeleine · La Salle · La Thuile · Lillianes · Montjovet · Morgex · Nus · Ollomont · Oyace · Perloz · Pollein · Pont-Saint-Martin · Pontboset · Pontey · Pré-Saint-Didier · Quart · Rhêmes-Notre-Dame · Rhêmes-Saint-Georges · Roisan · Saint-Christophe · Saint-Denis · Saint-Marcel · Saint-Nicolas · Saint-Oyen · Saint-Pierre · Saint-Rhémy-en-Bosses · Saint-Vincent · Sarre · Torgnon · Valgrisenche · Valpelline · Valsavarenche · Valtournenche · Verrayes · Verrès · Villeneuve
1. ↑  https://demo.istat.it/?l=it.